# Gone, but not forgotten
Gone, but not forgotten es una película de temática homosexual del año 2003, escrita y dirigida por Michael D. Akers, grabada en vídeo con muy bajo presupuesto, que ya ha pasado por más de 30 festivales de cine de temática homosexual, como el de Tennessee, Hamburgo, Sídney o Londres. 
La historia comienza cuando Drew (Aaron Orr), un guardabosques, encuentra un accidentado con amnsesia en el bosque (Matthew Montgomery).

## Argumento
Las vidas de dos hombres se encuentran por casualidad, cuando Drew, un guardabosques de un pueblo perdido, encuentra a Mark, un hombre con amnesia, que ha sufrido un accidente al caer de unas rocas. Debido a la amnesia, en el hospital permiten a Drew que acompañe a Mark, y le ayude a recordar, mientras intentan averiguar su identidad. Pronto la relación de rescatador y rescatado evolucionará hacia una profunda amistad, que Mark no llega a comprender bien, ya que no comprende como puede vivir un futuro si no tiene pasado.
Poco a poco, Mark irá recordando su pasado, aunque cada vez le guste menos lo que recuerda, hasta el día que conozca la verdad sobre él, un pasado que no encaja con su relación con Drew. El pasado de Mark le reclama, pero ya no es la misma persona que se cayó al vacío en el bosque.